# Esercito del Mahdi
L'Esercito del Mahdi (EM, in arabo جيش المهدي, Jaysh al-Mahdī) - vecchio nome delle Brigate della Pace (سرايا السلام, Sarāyā al-salām) - è una forza paramilitare irachena sciita, forte di circa 10 000-50 000 combattenti, creata dall'esponente religioso sciita Muqtadā al-Ṣadr nel giugno 2003.

Le sue basi principali sono Najaf, al-Kūfa e Madīnat al-Ṣadr
Il gruppo è assurto agli onori della cronaca internazionale il 18 aprile 2004, quando si è messo alla testa del primo importante conflitto a fuoco contro i militari statunitensi che avevano invaso l'Iraq.

Ciò era collegato a una rivolta che aveva fatto seguito alla messa al bando del giornale di Muqtadā al-Ṣadr e al susseguente tentativo di arrestare l'esponente religioso sciita, conclusi il 6 giugno col raggiungimento di una tregua. Essa fu seguita da azioni miranti allo scioglimento del gruppo armato e alla trasformazione dell'EM in un partito politico, in grado di partecipare alle elezioni irachene del 2005; Muqtadā al-Ṣadr ordinò allora ai combattenti dell'Esercito del Mahdi di cessare il fuoco a meno che non fossero stati attaccati. La tregua fu rotta nell'agosto del 2004, dopo che l'EM aveva portato a segno alcune azioni provocatorie, con l'esplodere di nuove azioni ostili.

Nel 2008, a seguito di un giro di vite da parte delle forze di sicurezza irachene, il gruppo è stato disciolto.
Al suo apice, la popolarità dell'Esercito del Mahdi era abbastanza elevata da consentirgli d'influenzare il governo iracheno, l'apparato della nuova polizia e la cooperazione coi sunniti iracheni e i loro sostenitori. Il gruppo raccoglieva consensi tra le forze di polizia irachene. Il Partito Nazionale Indipendente dei Quadri e delle Elites, che concorreva alle elezioni parlamentari irachene del gennaio 2005 era strettamente legato all'Esercito del Mahdi. Componenti di quest'ultima formazione hanno spesso compiuto atrocità, in particolar modo ai danni dei civili iracheni sunniti. L'EM è stato accusato di aver operato con squadroni della morte.
Il gruppo è stato armato con vari tipi di armi leggere, inclusi ordigni esplosivi improvvisati (Improvised explosive devices) (IED). Molti di tali ordigni impiegati durante attacchi alle Forze Irachene di Sicurezza (l'esercito ricostituito dopo lo scioglimento di quello esistente fino alla caduta di Ṣaddām Ḥusayn), e le forze della coalizione anglo-americana, hanno usato sensori a raggi infrarossi come puntatori, una tecnica ampiamente seguita dalla IRA in Irlanda del Nord a metà degli anni novanta.

## Nome
Il nome Jaysh al-Mahdī ha connotazioni apocalittiche: nella teologia sciita, il Mahdī è una figura che comparirà alla fine dei tempi che si pensa aiuterà il profeta ʿĪsā (Gesù) nella distruzione del Dajjāl e ristabilirà un califfato universale in preparazione del Yawm al-Qiyāma (Giorno del Giudizio).
Nel madhhab islamico duodecimano, si crede che il Mahdī sia stato una figura storica, identificato con il dodicesimo Imām, Muḥammad al-Mahdī, chiamato per questo al-Imām al-Mahdī. Si crede che egli sia ancora presente sulla Terra, ma in stato di "occultamento" (ossia in ghayba, nascosto), e che ricomparirà ancora alla fine dei Tempi. Questi sciiti appartenenti a detta scuola credono che l'Imām al-Mahdī sia la legittima guida della Comunità islamica (Umma) in ogni tempo, e per questo lo chiamano anche Imām al-Zamān, che significa "Imām del Tempo"

## Storia

### Prima storia
Creato da Muqtadā al-Ṣadr e da un piccolo gruppo di sciiti, l'Esercito del Mahdi ha preso vita come un gruppo di circa 500 studenti di un seminario, collegato a Muqtadā al-Ṣadr, nel distretto di Baghdad chiamato alla moda anglosassone Ṣadr City, e che nell'originale arabo è invece Madīnat al-Ṣadr, precedentemente noto come Ṣaddām City (Madīnat Ṣaddām). Il gruppo andò a occupare un vuoto di sicurezza a Ṣadr City e in una striscia di cittadine dell'Iraq meridionale, susseguente alla caduta di Baghdad provocata dalle forze della Coalizione a guida statunitense il 9 aprile 2003. Il gruppo si concentrò sulla distribuzione di aiuti agli iracheni e garantì sicurezza ai bassifondi sciiti esposti ai saccheggi.
Gradualmente le milizie aumentarono di numero e al-Ṣadr le formalizzò nel giugno del 2003. L'Esercito del Mahdi aumentò fino a costituire una forza apprezzabile di circa 10 000 uomini, che erano sempre operativi e che costituivano un governo ombra in alcune aree. Le prediche di al-Ṣadr erano critiche nei confronti dell'occupazione statunitense, ma inizialmente non volle allearsi agli islamisti sunniti e ai guerriglieri ba'thisti nelle loro offensive contro le forze della Coalizione.

### Insurrezione sciita del 2004

#### Inizio dell'insurrezione
La posizione di al-Ṣadr cambiò drammaticamente, tuttavia, all'inizio dell'aprile del 2004. In seguito alla chiusura da parte del governatore civile Paul Bremer del quotidiano di cui al-Ṣadr era proprietario, al-Ḥawza (cioè "seminario religioso sciita duodecimano") e all'arresto di uno dei suoi aiutanti più esperti, al-Ṣadr tenne il 2 aprile un sermone particolarmente vibrante ai suoi seguaci. Il giorno dopo, violente proteste si ebbero in tutto il meridione iracheno sciita, sfociate subito in una insurrezione violenta dei miliziani dell'Esercito del Mahdi, diventata generale dal 4 aprile.

#### Ostilità di aprile
La forze dell'EM avviarono un'offensiva a Najaf, al-Kūfa, al-Kūt e Madīnat al-Ṣadr, acquisendo il controllo degli edifici pubblici e della stazioni di polizia mentre avevano luogo scontri con le forze della Coalizione. I miliziani assunsero il parziale controllo di Karbalāʾ al termine di combattimenti. Altre forze della Coalizione subirono attacchi a Nāṣiriyya, al-ʿAmāra e Baṣra. Najaf e Kūfa furono rapidamente prese dopo qualche scontro a fuoco con i militari spagnoli, mentre al-Kūt cadde sotto il loro controllo al termine di scontri con le truppe ucraine.
Dopo scontri sporadici, le forze della Coalizione riuscirono temporaneamente a sopprimere gran parte delle milizie a Nāṣiriyya, al-ʿAmāra e Bassora. I ribelli dell'EM espulsero la polizia irachena da tre posti di polizia e tesero agguati alle forze USA a Madīnat al-Ṣadr, uccidendo sette militari statunitensi e ferendone molti altri. Le forze militari degli Stati Uniti in seguito ripresero il controllo dei posti di polizia dopo aver avuto scontri a fuoco con le milizie, uccidendo decine di loro combattenti. L'Esercito del Mahdi tuttavia mantenne una qualche influenza su gran parte delle aree delle baraccopoli di Madīnat al-Ṣadr.
Il 16 aprile, al-Kūt fu riconquistata dalle forze statunitensi, e varie decine di componenti dell'EM furono uccisi in battaglia. Le aree intorno a Najaf e al-Kūfa, come pure a Karbalāʾ rimasero tuttavia sotto il controllo delle forze di al-Ṣadr, il quale si pensa fosse nella città-santa di Najaf. Le truppe della Coalizione posizionarono un cordone di 2.500 militari attorno a Najaf, ma ridussero il numero di uomini a seguito di negoziati con l'Esercito del Mahdi. All'inizio di maggio, le forze della Coalizione stimavano che 200–500 miliziani fossero ancora presenti nell'altra città-santa di Karbalāʾ, 300–400 a Dīwāniyya, un numero imprecisato ad al-ʿAmāra e Bassora e 1 000–2 000 ancora nella regione di Najaf-Kūfa.
Il 4 maggio, le forze della Coalizione avviano una controffensiva per eliminare l'Esercito del Mahdi dall'Iraq meridionale, vista l'impraticabilità di un accordo negoziale. La prima ondata di attacchi alle milizie cominciò a Karbalāʾ e a Dīwāniyya, seguita da una seconda ondata il 5 maggio a Karbalāʾ, e da ulteriori combattimenti che portarono all'occupazione dell'edificio del Governatore a Najaf il 6 maggio. Il numero dei miliziani uccisi nei combattimenti fu stimato a ottantasei, a fronte di 4 militari statunitensi. Furono uccisi anche numerosi comandanti dell'EMS in un'incursione a parte condotta da unità delle Special Operations. L'8 maggio le forze USA lanciarono una nuova offensiva a Karbalāʾ, con due distinte operazioni in città. Carri armati statunitensi penetrarono anche a Ṣadr City, tanto che, forse seguendo una tattica diversiva, centinaia di uomini dell'EM dilagarono a Bassora, sparando alle pattuglie britanniche e impadronendosi di alcune parti della città. Due miliziani furono uccisi e diversi soldati britannici furono feriti.
Il 24 maggio, dopo aver sofferto gravi perdite, in settimane di scontri, le forze dell'Esercito del Mahdi abbandonarono la città di Karbalāʾ. Ciò lasciò sotto il suo controllo solo la regione di Najaf-Kūfa, anch'essa sottoposta all'intenso fuoco statunitense. Diverse centinaia dei miliziani dell'EM furono in totale uccisi. Impassibile di fronte a tali sfavorevoli combattimenti, Muqtadā al-Ṣadr tenne regolarmente i suoi sermoni (khuṭba) del venerdì a Kufa.

#### Tregua di giugno
Il 6 giugno 2004, Muqtada al-Ṣadr impose al suo Esercito del Mahdi di arrestare i combattimenti a Najaf e a Kūfa. Ciò che restava dell'EM ubbidì e, gradualmente, i combattenti abbandonarono le aree conquistate e tornarono a casa. Allo stesso tempo, il Brigadier Generale Mark Hertling, che comandava le forze USA a Najaf, annunciò: "le milizie di Muqtada sono state sconfitte. Abbiamo ucciso decine di loro uomini nelle ultime poche settimane, e ciò nella sola Najaf. [...] Le milizie sono state sbaragliate, oo hanno dovuto ritirarsi." Il 6 giugno, in effetti, marca la fine dell'insurrezione sciita. Il numero totale dei caduti dell'EM in Iraq è stimato dagli USA tra 1 500 e 2 000, anche se i dati forniti appaiono decisamente ottimistici per le forze della Coalizione.
Il ritorno di Najaf sotto il controllo delle forze di sicurezza irachene, a seguito del cessate il fuoco, lasciò Ṣadr City come ultimo bastione in cui i guerriglieri dell'EM proseguirono la loro strenua resistenza. Scontri si susseguirono periodicamente del distretto a seguito della fine delle battaglie di Najaf-Kūfa. Il 24 giugno, l'Esercito del Mahdi dichiarò la fine delle operazioni anche a Ṣadr City.
Dopo la tregua del 4 giugno con le forze d'occupazione, al-Ṣadr fece i primi passi per disciogliere le sue milizie. In un annuncio, esortò i componenti dell'EM fuori di Najaf a "compiere il loro dovere" e tornare a casa. Le forze USA a Najaf furono quindi sostituite dalla polizia irachena. Al-Ṣadr ordinò a i suoi sostenitori di non attaccare le forze di sicurezza irachene e annunciò la sua intenzione di formare un partito politico e di partecipare alle elezioni del 2005. Disse che il governo di transizione costituiva un'opportunità per edificare un Iraq unito. Il Presidente provvisorio Ghāzī Mashʿal ʿAjīl al-Yāwar dette assicurazioni che al-Ṣadr avrebbe potuto unirsi al processo politico una volta che le sue milizie si fossero in effetti disciolte. Le autorità irachene assicurarono che al-Ṣadr non sarebbe stato arrestato.

#### Le ostilità di agosto
Dopo che le milizie di al-Ṣadr assediarono una stazione di polizia a Najaf e che il governatore locale ebbe chiesto a tal fine aiuto, i militari USA intervennero ancora. Le truppe arrestarono il rappresentante di al-Ṣadr a Karbalāʾ, lo sceicco Mithāl al-Ḥasnāwī, il 31 luglio e circondarono l'abitazione di al-Ṣadr il 3 agosto. Anche le truppe britanniche a Bassora si mossero contro i seguaci di al-Ṣadr, arrestando quattro elementi il 3 agosto. Allo spirare della termine per il loro rilascio, fissato a mezzogiorno del 5 agosto, i miliziani di Bassora dichiararono il jihād nei confronti delle forze britanniche, malgrado la totale fantasiosità di una simile proclamazione, visto che il jihād, per la dottrina duodecimana, deve essere stabilito e guidato dall'Imam che, tuttavia, l'ultimo di essi è entrato in "occultamento" (ghayba) dall'874, e destinato a riapparire nel mondo solo alla fine dei tempi.
Il 5 agosto, per il tramite del suo portavoce Aḥmad al-Shaybānī, Muqtadā al-Ṣadr riaffermò il suo impegno per la tregua ed esortò al suo rispetto anche le forze statunitensi. Annunciò che, se il restauro del cessate il fuoco fosse fallito, "allora l'incendio e l'esplosione della rivoluzione sarebbero proseguiti". L'offerta fu respinta dal governatore di Najaf, ʿAdnān al-Zurufī ("Non c'è spazio per un'altra tregua") e da alti ufficiali statunitensi ("Questa è una battaglia che sentiamo davvero di poter vincere").
Nei giorni che seguirono, gli scontri continuarono attorno alla città vecchia di Najaf, in particolare nei pressi della Moschea-Sepolcro dell'Imām ʿAlī e del cimitero. 'EM, la cui forza era stimata di 2 000 uomini a Najaf, fu sovrastato dai 2 000 soldati USA e dai 1 800 iracheni delle forze di sicurezza, e svantaggiato anche dal superiore addestramento statunitense e dalla sua tattica, potenza di fuoco e copertura aerea, grazie all'impiego di elicotteri e delle armi degli AC-130. Il 13 agosto, le milizie dell'EM furono intrappolati in una sacca attorno alla Moschea dell'Imām ʿAlī. Mentre i negoziati proseguivano tra il Governo provvisorio iracheno e l'Esercito del Mahdi, giunsero notizia circa il ferimento di al-Ṣadr.
Il 12 agosto, il giornalista britannico James Brandon, un reporter del "Sunday Telegraph", fu rapito a Bassora da ignoti miliziani. Fu diffusa una registrazione video, che mostrava Brandon e un miliziano incappucciato che minacciava di uccidere l'ostaggio britannico se le forze statunitensi non avessero abbandonato Najaf entro 24 ore. Brandon fu rilasciato dopo meno di un giorno, a seguito dell'intervento in suo favore di al-Ṣadr. In una conferenza stampa svolta subito dopo la sua liberazione, Brandon commentò il suo trattamento e ringraziò i suoi rapitori, dicendo: "Inizialmente son o stato trattato rudemente, ma una volta saputo che ero un giornalista, sono stato trattato molto bene e voglio dire grazie alle persone che m'hanno sequestrato". Un portavoce di al-Ṣadr disse: "Ci rammarichiamo per quanto è successo. Ciò non fa parte della nostra tradizione, né delle nostre abitudini. Non è una tradizione dell'Islam."
Il fatto che le truppe USA avessero circondato il sepolcro, comportò un'impasse, visto che l'EM non poteva abbandonare il sepolcro e che le truppe statunitensi non volevano offendere l'Islam mettendo piede nel santuario. Lo stallo proseguì per tre giorni, fin quando il Grande Ayatollah ʿAlī al-Sistānī uscì dalla convalescenza che era stato costretto a osservare e conseguì un accordo tra le due forze contrapposte.

#### Reazione irachena
La rivolta sembrò provocare una reazione ambivalente della popolazione irachena, che per la maggioranza non si unì, ma neanche si oppose, ai ribelli. Buona parte delle forze irachene di sicurezza si defilò, volendo evitare il confronto. Come segno della impopolarità patita dall'Esercito del Mahdi a Najaf, tuttavia, che seguiva i chierici sciiti più tradizionalisti, un piccolo movimento segreto cominciò a lanciare attacchi contro i militanti. La rivolta dell'EM non ricevette inoltre una buona accoglienza da parte degli sciiti più radicali a Baghdad, che erano galvanizzati dal più significativo contemporaneo assedio della città di Falluja.

### 2005
Chi era rimasto fedele ad al-Ṣadr partecipò sotto il simbolo del Partito Nazionale Indipendente dei Quadri e delle Elites nelle elezioni parlamentari irachene del gennaio 2005. Anche se un certo numero di sostenitori del movimento giudicarono non valide le elezioni, il partito risultò il sesto partito per consensi e fu così rappresentato nella legislatura provvisoria. Un'altra ventina di sostenitori di al-Ṣadr partecipò sotto il simbolo dell'Alleanza Irachena Unita.
Si crede che il movimento avesse subito l'infiltrazione di elementi della polizia irachena e che esso fosse stato coinvolto negli incidenti della prigione di Bassora del settembre del 2005, scoppiati dopo l'arresto da parte della polizia irachena di due militari britannici in abbigliamento arabo, liberati dopo un violento intervento di truppe corazzate del Regno Unito.
Il 4 dicembre 2005, l'ex-Primo ministro Iyad Allawi fu fatto segno di aggressione nel corso di una manifestazione di piazza a Najaf, dove l'EM era assai influente.

### Battaglia dell'ottobre 2006
A metà ottobre, una bomba uccise Qāsim al-Tamīmī, capo delle indagini delle forze provinciali di polizia e membro della rivale Organizzazione Badr. I combattenti dell'Organizzazione Badr accusarono l'EM dell'assassinio e in tutta risposta la polizia catturò un fratello del principale sospettato, che era un componente dell'Esercito del Mahdi. I combattimenti iniziarono il 17 ottobre, quando 800 membri mascherati dell'EM assaltarono tre posti di polizia ad al-ʿAmāra. Si ebbero numerosi scambi di armi da fuoco tra miliziani e poliziotti per tutti i successivi quattro giorni.
La mattina del 20 ottobre 2006, i capi e i residenti locali dissero che i guerrieri vittoriosi dell'EM stavano pattugliando la città a piedi e con veicoli della polizia requisiti che avevano istituito posti di blocco. Lo sceicco al-Muḥammadawī asserì ai primi del 20 ottobre che "non esiste lo Stato in città. Agenti di polizia non hanno armi e munizioni sufficienti e paragonabili a que3lle in dotazione alle milizie, che hanno ogni tipo di armamento". Almeno 27 persone furono uccise e 118 furono ferite negli scontri.
L'Esercito del Mahdi infine sgomberò dalle posizioni tenute ad al-ʿAmara a seguito di negoziati svolti tra le tribù locali ed esponenti politici e rappresentanti de3gli uffici di Baghdad del Primo ministro Nūrī Kamāl al-Malikī. Un battaglione dell'esercito iracheno, inviato da Bassora assunse poi il controllo della città.
La stupefacente esibizione della forza della milizia ribelle sottolineò la debolezza delle forze di sicurezza irachene e la potenza dell'Esercito del Mahdi, che era stato in grado di operare, di fatto senza antagonisti reali, in Iraq. Ciò provocò da parte di molti l'accusa all'Esercito del Mahdi di aver avviato la guerra civile in Iraq (2006-2007).

### Cessate il fuoco (agosto 2007-marzo 2008)
Nell'agosto 2007, durante i combattimenti tra l'EM e la polizia irachena a Kerbelāʾ, Muqtada al-Sadr proclamò un cessate il fuoco e impose ai suoi seguaci di arrestare i combattimenti. Il cessate il fuoco si pensava avrebbe facilitato la riduzione della violenza in [Iraq tra l'Esercito del Mahdi e l'esercito iracheno. Visti i timori della fine del cessate il fuoco nel febbraio 2008, esso fu prorogato per altri sei mesi da al-Sadr, fino alla nuova scadenza del 22 febbraio 2008.

### Il giro di vite delle forze di sicurezza irachene (marzo 2008)
Il 25 marzo 2008, migliaia di soldati iracheni lanciarono un attacco militare contro l'Esercito del Mahdi nel suo caposaldo di Bassora. Questa operazione, chiamata in codice "Operazione Carica dei Cavalieri", fu la prima del genere da quando le truppe britanniche avevano lasciato il centro della città.
Si ebbero scontri tra le forze di sicurezza e militanti fedeli a Muqtadā al-Ṣadr dopo un'offensiva militare lanciata all'alba nella parte meridionale della città. Nel quartier generale di al-Ṣadr a Najaf, l'esponente religioso ordinò ai suoi comandanti sul campo delle sue milizie dell'EM la 'massima allerta' e di prepararsi a "colpire gli occupanti". Uomini armati si dice anche che si siano scontrati con la polizia irachena nella città meridionale di al-Kut.
L'EM lanciò una campagna nazionale di disubbidienza civile in tutto l'Iraq per protestare sui raids e gli arresti operati contro l'Esercito del Mahdi. La discordia minacciò di far fallire il cessate il fuoco di al-Ṣadr, d'innescare nuove violenze settarie, e di ritardare il ritiro delle sue truppe da parte degli Stati Uniti. Violente rivalità tra gli sciiti stessi furono pronosticate da molti osservatori in vista delle elezioni governatoriali, previste per il 1º ottobre 2008.
Simultaneamente, il 6 aprile, forze irachene e statunitensi mossero verso la città di Madīnat al-Ṣadr per prevenire tiri di razzo e colpi di mortaio dall'area contro la Green Zone di Baghdad. Genieri statunitensi cominciarono a costruire una barriera lungo Shāriʿat al-Quds (Via Gerusalemme) per accerchiare la parte sud della città (ampia all'incirca un terzo dell'intera area metropolitana) e consentire che avesse luogo la sua ricostruzione. Nel giro del mese successivo, l'Esercito del Mahdi lanciò vari attacchi contro le truppe che erigevano la barriera, ma ebbero pesante perdite. L'11 maggio, al-Ṣadr portò a compimento un nuovo cessate il fuoco con le forze irachene di sicurezza, che mise fine agli scontri. Le perdite dell'EM furono calcolate tra le 700 e i 1 000 uomini.

### Scioglimento e rinascita nel 2014
Il 28 agosto 2008, al-Ṣadr ordinò all'Esercito del Mahdi di sospendere a tempo indefinito le attività militari. In seguito, tuttavia, al-Ṣadr creò altre due o tre organizzazioni che sostituissero l'Esercito del Mahdi: le Brigate del Giorno promesso, Arabo لواء اليوم الموعود , Liwāʾ al-Yawm al-mawʿūd), originariamente chiamate Muqāwimūn (Resistenti) istituite nel novembre 2008 come milizia sciita, e i Muḥāmidūn (I Lodati), che concentrarono la loro azione sulle attività sociali e l'istruzione religiosa. Una notizia del 2010 dell'Associated Press ricordava anche una terza formazione, i Munāṣirūn (I Difensori), responsabili della "mobilitazione dei sostenitori."
Dal 2008, voci su una rinascita dell'Esercito del Mahdi cominciarono periodicamente a circolare. In aprile del 2010, dopo essersi aggiudicato 40 dei 325 seggi nelle Elezioni generali irachene del 2010, al-Ṣadr decise la sua ricostituzione.
L'EM si ripresentò nel 2014 sotto il nome di "Brigate della Pace" (Sarāyā al-salām), allorché i membri della milizia sfilarono in parata a Madīnat al-Ṣadr, una baraccopoli di Baghdad pressoché ignota per essere stata il primo centro operativo dell'Esercito del Mahdi durante la guerra civile irachena.

## Influenza dell'Iran
Sebbene Muqtadā al-Ṣadr avesse chiuso le sue relazioni con l'Iran, in linea generale egli si opponeva all'influenza esercitata dagli ambienti clericali al potere in Iran e alla loro politica. Al contrario della famiglia di dignitari religiosi sciiti iracheni degli al-Ḥakīm, del Supremo Consiglio Islamico Iracheno (SCII) e di molti leader del partito al-Da'wa che erano fuggiti in Iran a seguito della Guerra del Golfo tra Iran e Iraq, e che erano rimasti in quel paese fino all'invasione dell'Iraq del 2003 da parte degli USA e dei suoi alleati, Muqtadā al-Ṣadr e la sua famiglia rimasero in patria durante la dittatura di Ṣaddām Ḥusayn.Il rifiuto di abbandonare l'Iraq fruttò alla famiglia al-Ṣadr grande sostegno durante e dopo il collasso del regime tirannico di Ṣaddām Ḥusayn. Ai primi del 2006, al-Ṣadr promise appoggio militare all'Iran e ad altri Paesi islamici confinanti qualora essi fossero stati attaccati da nazioni straniere. In seguito, tuttavia, al-Ṣadr contrastò il partito al-Daʿwa e, nel marzo 2008, il Primo ministro iracheno Nuri al-Maliki ordinò un'imponente offensiva ai danni dell'Esercito del Mahdi a Bassora.
Alla fine del 2007 o nel 2008, Muqtadā al-Ṣadr si trasferì in Iran e trascorse vari anni a studiare la giurisprudenza sciita a Qom, per poi tornare a Najaf nel 2011.

## Attività
Come nell'agosto del 2006, l'Esercito del Mahdi di rado sfidò le truppe della coalizione su vasta scala, né esse e neppure il governo iracheno fecero alcun passo per arrestare al-Ṣadr. L'Esercito del Mahdi partecipò a battaglie contro gli insorti sunniti e attuò la sua propria giustizia nelle aree controllate. L'EM organizzò "squadroni della morte" che frequentemente uccisero civili sunniti, specialmente durante la guerra civile irachena.

## Struttura
Secondo quanto riportato dalla BBC ai primi di ottobre del 2006 dopo gli scontri fra l'Esercito del Mahdi e le truppe della Coalizione ad al-Dīwāniyya, sembra che a quel momento le forze dell'EM non costituissero una forza omogenea, con gruppi locali che apparentemente agivano di propria iniziativa.
Nel settembre 2006, un funzionario esperto dell'Intelligence della Coalizione, ha sottolineato come esistano dissensi politici non trascurabili all'interno dell'organizzazione di al-Ṣadr, di cui si criticava la politica relativamente moderata, dell'esistenza di almeno sei importanti leader che non seguivano più le direttive di al-Ṣadr, e di almeno un terzo della milizia ormai del tutto fuori controllo.